# Вила-ду-Порту
Вила-ду-Порту (порт. Vila do Porto)  —  населённый пункт и муниципалитет в Португалии,  входит в округ Азорские острова. Расположен на острове Санта-Мария. Население составляет 5578 человек на 2001 год. Занимает площадь 97,18 км².
Покровителем города считается Дева Мария (порт. Maria).
Праздник города —  24 июня.

## История
Город основан в 1470 году.

## Состав муниципалитета
В муниципалитет входят следующие фрезгии (районы):
1. Алмагрейра
2. Санта-Барбара
3. Санту-Эшпириту
4. Сан-Педру
5. Вила-ду-Порту